# Internet Broadway Database
Internet Broadway Database (IBDB) este o bază de date online a producțiilor și personalului teatrului Broadway. Ea este operată de Departamentul de Cercetare The Broadway League, o asociație comercială a comunității teatrale din America de Nord. Site-ul are de asemenea și o aplicație corespunzătoare pentru IOS și Android.